# (38074) 1999 GX19
1999 جي أكس 19 (ويعرف أيضًا باسم (38074) 1999 جي أكس 19 وفق تسمية الكوكب الصغير) (بالإنجليزية: 1999 GX19)‏ هو كويكب ضمن حزام الكويكبات؛ وترتيبه 38074 من حيث الاكتشاف.
اكتُشف هذا الجُرم الفلكي بواسطة بحث لنكولن عن الكويكبات القريبة من الأرض في 15 أبريل 1999.

## وصلات خارجية
- (38074) 1999 GX19 في قاعدة بيانات مختبر الدفع النفاث لأجرام النظام الشمسي الصغيرة

- الاكتشاف · مخطط المدار ·  العناصر المدارية · المعلمات المادية

- (38074) 1999 GX19 على موقع ويكي سكاي: DSS2, SDSS, GALEX, IRAS, Hydrogen α, X-Ray, Astrophoto, Sky Map, Articles and images